# High Speed (film, 1924)

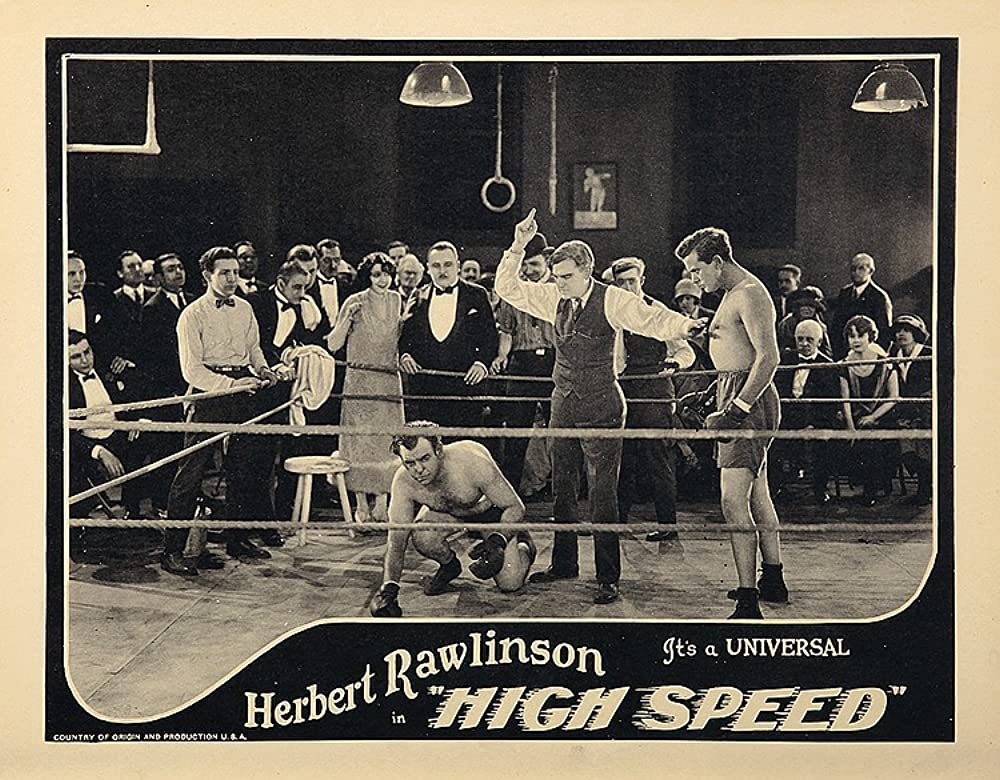
Carte promotionnelle du film.

Pour les articles homonymes, voir Speed.
High Speed est un film américain réalisé par Herbert Blaché, sorti en 1924.

## Synopsis
Hi Moreland tente de gagner la main de Marjory, la fille d'un directeur de banque, face à la concurrence acharnée d'un riche rival qui a les faveurs de son père. Finalement, il bat son riche adversaire, et finit par se marier avec Marjory.

## Fiche technique
- Réalisation : Herbert Blaché
- Scénario : Helen Broderick, Frederick J. Jackson
- Producteur : Carl Laemmle
- Photographie : Merritt B. Gerstad
- Production : Universal Pictures
- Durée : 50 minutes
- Date de sortie : 20 mai 1924

## Distribution
- Herbert Rawlinson : Hi Moreland
- Carmelita Geraghty : Marjory Holbrook
- Bert Roach : Dick Farrell
- Otto Hoffman : Daniel Holbrook
- Percy Challenger : Rev. Percy Humphries
- Jules Cowles : Burglar
- Cleo Bartlett : 	Susanna
- Buck Russell : chauffeur de taxi
- Helen Broderick : rôle mineur